# 第2連隊 (ロシア国内軍)
ロシア国内軍第2連隊（2-й полк）は、独立作戦任務師団の連隊の1つ。ソ連時代は、各種文化、大衆、スポーツ行事の際の警備に従事していた。
観閲式等の行事において、ロシア国内軍を代表する名誉特権が授与されており、連隊内には、名誉警備中隊（儀仗隊）が存在する。

## 沿革
- 1924年6月19日：特別任務支隊（後の師団）内に編成。
- 1927年12月：革命赤旗と感状授与。
- 1920年代～1930年代：重要施設の警備、特殊任務の遂行、ソ・フィン戦争への参加。
- 1941年：独ソ戦に投入。
- 1944年：ヤルタ会談参加者の警護。
- 1945年6月：赤の広場での戦勝記念観閲式に参加。
- 1957年：学生フェスティバルの警備。
- 1980年：モスクワ五輪の警備。
- 1985年：学生フェスティバルの警備。
- 1986年：善意のゲームの警備。
- 1988年2月～：スムガイト、エレヴァン、バクー、キシナウ、フェルガナ、カラバフ、南北オセチア、チェチェン共和国の紛争地に投入。